# Млазна ерупција
.
У астрофизици, млазна ерупција  је цурење материје избризгавањем од стране неког свемирског објекта. Ерупције могу бити емитоване од стране астрономских објеката различите природе:
- Супермасивне црне рупе у центру активних галаксија;
- Црне рупе настале урушавањем звезда и то су онда микроквазари;
- Неутронске звезде у случају двојних звезда;
- Протопланетарни диск у случају младих звезда;
- Бели патуљци и симбиотичке звезде и извори садржаја рендгенских зрака.

## Механизам
Ерупције су често у вези са диском нарастања у магнетним структурама нарастања избризгавањем, али особине и функције оваквих структура су пуне контроверзе. Ерупција захтева неки мотор који изазива ерупцију као и процеси везани за флуиде. Већина аутора се слаже да магнетно поље има значајну улогу.

## Објекти на које се односи
У галактичкој физици налазимо на ерупције једног броја младих звезда као и око црних рупа звезданог порекла. У екстрагалктичкој области срећу се код активних галактичких језгара и микроквазара; у та два случаја црна рупа је компактни објекат и узрок ерупције.
Кад су повезани са присуством централне црне рупе они су релативни и могу да досегну и више милиона светлосних година. Због ефекта перспективе могу да се крећу брже од светлости (насупрот томе што теорија релативитета каже да се материја у вакууму не може кретати брже од брзине светлости), наиме овде се ради о оптичкој илузији. Те ерупције се квалификују као супрасветлосне.
Ерупције могу да изазову сударе у међузвезданом простору јер генерално поседују надзвучне брзине. Већина објеката Хербиг-Харо су повезани са ерупцијама младих звезда и објашњавају се као удари.